# Sân vận động Thành phố Mahamasina
Sân vận động Thành phố Mahamasina (tiếng Pháp: Stade Municipal de Mahamasina) là một sân vận động bóng bầu dục và bóng đá (đa năng), cũng được sử dụng cho các buổi hòa nhạc và điền kinh, ở Antananarivo, Madagascar.

## Sử dụng
Sân được sử dụng chủ yếu cho các trận đấu bóng bầu dục và bóng đá. Sân vận động có sức chứa 40.000 người cho các trận đấu bóng đá và bóng bầu dục.

## Sự cố
Vào năm 2005, sân vận động là nơi xảy ra vụ giẫm đạp khiến hai người thiệt mạng trong trận đấu giữa Kaizer Chiefs của Nam Phi và USJF Ravinala của Madagascar. Đây cũng là sân vận động của Đại hội Thể thao Đảo Ấn Độ Dương 2007.
Vào ngày 26 tháng 6 năm 2016, trong một buổi hòa nhạc miễn phí, một quả bom phát nổ trong sân vận động, làm hai người chết và khoảng 80 người bị thương.
Vào ngày 8 tháng 9 năm 2018, một vụ giẫm đạp để vào sân vận động đã làm một người chết và 37 người bị thương từ lối vào duy nhất của nó. Hàng dài người đã xếp hàng để xem trận đấu vòng loại Cúp bóng đá châu Phi 2019 với Sénégal với một số nguồn tin cho biết đã có những hàng dài hàng km cố gắng vào sân vận động từ lối vào duy nhất của nó.
Vào ngày 26 tháng 6 năm 2019, ít nhất 16 người đã thiệt mạng và 80 người bị thương trong một vụ giẫm đạp trước buổi hòa nhạc của Rossy tại sân vận động vào ngày độc lập. Chương trình sắp bắt đầu và mọi người tin rằng họ có thể vào sân vận động và bắt đầu đẩy, nhưng cảnh sát đã đóng cửa.